# Rivera de Casa Valverde
La rivera de Casa Valverde es un curso de agua del sur de la península ibérica perteneciente a la vertiente atlántica de Andalucía que discurre por el centro-oeste de la provincia de Huelva (España). 

## Curso
La rivera de Casa Valverde nace en las inmediaciones de la localidad de Valverde del Camino y sigue un recorrido en dirección noroeste-sureste a lo largo de unos 24 km hasta su desembocadura en el río Tinto. Debido a la orografía de la zona, su recorrido se caracteriza por numerosos meandros, llamados "revueltas", como la revuelta del Riso en el entorno de la Sierra Rite y la revuelta del Tornero, próxima a su desembocadura. También destaca la existencia de numerosos charcos como el de la Pasada Llana, el de Los Colaeros, La Barza y La Corte.
Recibe como afluentes a los arroyos de Las Mateas y El Cañamar entre otros.

## Patrimonio
A lo largo de todo el recorrido de la rivera de Casa Valverde se suceden restos de castella romanos, que sugieren la necesidad que hubo de controlar todo el cauce del río para proteger la comunicaciones entre la Faja Pirítica Ibérica y los puertos de la ría de Huelva.

## Flora y fauna
De las especies que comparten el hábitat de la rivera de Casa Valverde se pueden citar bogas, barbos y galápagos leproso y europeo además de garzas reales, patos salvajes, ciervos, jabalíes, zorros y meloncillos.